# She Wolf (album)
She Wolf este cel de-al optulea material discografic de studio al interpretei columbiene Shakira. Albumul reprezintă cel de-al treilea album în limba engleză al artistei, după Laundry Service și Oral Fixation Vol. 2, fiind lansat la patru ani distanță de predecesorul său. În America Latină, titulatura materialului a fost schimbată în Loba. Contrar discurilor precedente ale Shakirei, ce se concentrau pe abordarea unui stil muzica pop-latino, She Wolf prezintă înregistrări puternic influențate de tendințele electronica, europop sau dance.
Materialul a fost promovat de solistă printr-un număr semnificativ de interpretării, pictoriale dar și discuri single. Primul dintre acestea, compoziția omonimă titlului, s-a bucurat de succes comercial, devenind un șlagăr la nivel mondial și unul dintre cele mai cunoscute cântece ale solistei din cariera sa. Acesta a fost urmat de alte două înregistrări,  „Did It Again” — promovat în America Latină și Europa și „Give It Up to Me”, distribuit în America de Nord și Australia. „Gypsy” a fost ultima piesă lansată de pe album, devenind populară în America Latină și unele regiuni europene. Pentru a sporii notorietatea discului, artista va începe un turneu de promovare la finele anului 2010.
Albumul s-a bucurat de o serie de recenzii pozitive din partea presei și a criticii de specialitate, Allmusic listându-l chiar în ierarhia celor mai interesante materiale discografice ale anului 2009. She Wolf a ocupat locul 1 în clasamentele dintr-o serie de țări latino-americane, dar și în Elveția și Irlanda, înregistrând poziționări notabile și în alte teritorii. Discul s-a comercializat în peste un milion și jumătate de exemplare doar în primele două luni de la lansare, câștigând și o serie de discuri de aur sau platină.

## Informații generale și compunere
Compunerea unui nou album a început în februarie 2008, confirm unui interviu oferit de Shakira publicației El Heraldo. La începutul verii anului 2009, a luat startul campania de promovare a discului single „She Wolf”, ce se anunța a fi primul extras pe single al materialului omonim. Înregistrarea prezenta schimbarea de stil muzical abordat de solistă, aceasta migrând dinspre sfera muzicii pop și a celei latino spre noile tendințe muzicale, electropop și dance. De asemenea, videoclipul introducea o nouă imagine a cântăreței, una mai senzuală, aspect remarcat de diverse publicații. Shakira și-a motivat alegerea de a experimenta un nou stil muzical într-un interviu acordat revistei americane Billboard, declarând: „am fost foarte curioasă și intrigată de lumea electro-pop și tot ceea ce are ea de oferit, am vrut să mă asigur că acest album are un bass puternic și că lovește destul de tare și am vrut să mă concentrez pe beat. Dar muzica mea, într-o oarecare măsură, este foarte complexă — deoarece întotdeauna încerc să fac experimente cu sound-ul din alte părți ale lumii”. Referitor la scopul cu care a conceput acest album, solista a fost citată de aceeași publicație ca spunând că „cea mai mare motivație a mea a fost să realizez un album cu care oamenii să se poată distra și să uite de problemele lor”.
Pentru materializarea discului She Wolf, Shakira a colaborat cu producători precum John Hill, The Neptunes sau Wyclef Jean — cel din urmă ajutând-o pe solistă și la realizarea șlagărului său din anul 2006, „Hips Don't Lie”. De asemenea, pe lista colaboratorilor se află și textiera Amanda Ghost, cu care artista a completat înregistrarea compoziției „Beautiful Liar”, un duet cu Beyoncé care s-a clasat pe locul întâi în peste treizeci de țări. Un alt colaborator notabil pentru acest album a fost și Timbaland, cu care cântăreața a realizat cel de-al doilea single al material (în Canada și S.U.A.), „Give It Up to Me”. Înregistrarea a fost inițial imprimată pentru a apărea pe albumul producătorului, Timbaland Presents Shock Value 2, însă piesa i-a fost oferită solistei, care a decis să o adauge pe disc. De asemenea, decizia artistei de a înregistra cântecul este responsabilă pentru amânarea lansării în Statele Unite ale Americii. Conform revistei Rolling Stone, Timbaland urma să interpreteze porțiunile rap, însă a fost înlocuit de Flo Rida, care la rândul lui a fost schimbat cu Lil Wayne. În perioada premergătoare lansării, solista a acordat un interviu publicației El Universal, susținând faptul că dintre cele doisprezece înregistrări de pe material, nouă vor fi în limba engleză. De asemenea, aceasta a menționat două cântece care nu s-au mai regăsit pe versiunea finală a albumului, ele fiind „Send Me an Angel” și „Devoción” (în colaborare cu Gustavo Cerati).

## Recenzii
| Sursa               | Punctaj     | Note   |
| ------------------- | ----------- | ------ |
| Allmusic            | 4.5/5 stele | [ 29 ] |
| Digital Spy         | 4/5 stele   | [ 30 ] |
| Music OMH           | 4/5 stele   | [ 31 ] |
| New Musical Express | 3.5/5 stele | [ 32 ] |
| PopMatters          | 2.5/5 stele | [ 33 ] |
| Rolling Stone       | 4/5 stele   | [ 34 ] |
| Slant Magazine      | 3/5 stele   | [ 35 ] |
| Spin Magazine       | 3.5/5 stele | [ 36 ] |
| The Guardian        | 3/5 stele   | [ 37 ] |
| The Independent     | 3/5 stele   | [ 38 ] |
| The Observer        | 4/5 stele   | [ 39 ] |
| The Times           | 4/5 stele   | [ 40 ] |
| Virgin Media        | 4/5 stele   | [ 41 ] |
| Yahoo! Music        | 3/5 stele   | [ 42 ] |

She Wolf a primit în general recenzii pozitive din partea criticilor muzicali de specialitate, 72% dintre acestea fiind favorabile (conform calculelor publicate de Metacritic și realizate pe baza a cincisprezece analize). Stephen Thomas Erlewine de la Allmusic a oferit albumului patru puncte și jumătate dintr-un total de cinci, fiind de părere că spre deosebire de albumele precedente (Fijación Oral Vol. 1 și Oral Fixation Vol. 2) „de această dată ea [Shakira] se concentreză pe un singur sound: un electro-disco pulsator care trece de toate barierele și întâmpină toate naționalitățile”. În timpul unei prezentări a materialului, Nick Levine de la Digital Spy a declarat faptul că nicio piesă de pe disc „nu se asemănă cu «She Wolf»”, în timp ce David Balls a fost de părere că „unii fani vor fi dezamăgiți pentru faptul că She Wolf minimalizează rutele latino–pop ale Shakirei în favoarea unui sound care va intra în listele de redare din întreaga lume. Cu toate acestea, abilitatea sa de a amesteca o gamă de influențe într-o colecție de cântece ascultabile și coerente ar trebui să reprezinte o compensare amplă. Ce le ține pe toate împreună este, desigur, acea voce distinctivă”. O altă recenzie pozitivă a venit și din partea publicației americane Entertainment Weekly, care prin intermediul lui Simon Vozick-Levinson a oferit albumului calificativul A-, un echivalent al notei 10-, susținând: „cu doar nouă piese urmate de trei traduceri español și o mână de [material] bonus de prisos, She Wolf pare puțin cam subțire. Lăsând acest subterfugiu deoparte, aceasta este o parte din cea mai neobișnuită și eficientă dinamită pentru ringurile de dans cu care este posibil să te întâlnești tot anul”. Michael Cragg de la Music OMH a oferit discului un total de patru puncte din cinci posibile, subliniind faptul că „She Wolf, după cum sugerează și titlul, este un album carnal cu cântece care se concentrează asupra sexului opus și, ei bine, sex cu sexul opus”.
Camilla Pia, recenzor al publicației britanice New Musical Express a oferit albumului șapte puncte dintr-un total de zece, felicitând „excentricitatea” Shakirei, care reprezintă „o necesitate atunci când vine vorba de muzica pop”. Spin Magazine felicită discul pentru varietatea genurilor muzicale abordate, amintind de influențele muzicii arabe și cele rock, în timp ce Sal Cinquemani de la Slant Magazine s-a declarat surprins de stilurile abordate de artistă pe album, oferind materialului trei puncte dintr-un total de cinci. În ciuda acestor aspecte, Ash Dosanjh de la Yahoo! Music este de părere că deși „lista de colaboratori de pe She Wolf poate fi cu adevărat impresionantă, Shakira ar face mai bine să își asculte propriile instincte decât alte altora”, în timp ce Caroline Sullivan de la The Guardian consideră că interpreta este „mai ciudată ca niciodată pe acest album”, făcând referire la versuri ale unor cântece precum „Mon Amour” sau „She Wolf”.
Ayala Ben-Yehuda de la Billboard apreciază varietatea compozițiilor și stilurilor muzicale, însă este de părere că „piesele bonus, pentru care versiunea americană a fost anterior decalată, nu adaugă mult. [...] Exact cum îi spui unui prieten cu un partener nedemn, vrei să îi spui Shakirei: «Poți mai multe de atât»”. Evan Sawdey, editor al PopMatters, a oferit materialului cinci puncte dintr-un total de zece, concluzionând cu faptul că „She Wolf se împarte de la mijloc destul de ușor, jumătate dintre cântece secretând o sexualitate crispată și un șablon stilistic retro-rock, în timp ce a doua jumătate se bălăcește în producții deja trecute și metafore incoerente”. De asemenea, New York Times, consideră discul „insuficient și suprascris”, descriindu-l drept „groaznic”. Allmusic a inclus albumul pe lista celor mai interesante materiale discografice ale anului 2009.

## Conținut
Albumul se deschide cu înregistrarea omonimă, despre care Shakira a declarat că „«She Wolf» mi-a venit în minte într-un fel foarte misterios, eram în studio într-o stare de spirit rea în acea zi și apoi mi-a venit inspirația, am mers într-un colț și am scris versurile și melodia în zece minute”. Cel de-al doilea cântec de pe material este și cel de-al doilea single al albumului, „Did It Again”. Cântecul, o combinație de muzică pop-dance, electronica, R&B, rap și nu-disco, a fost compus de The Neptunes și a fost apreciat pentru refrenul său molipsitor, comparat de Slant Magazine cu cel al Rihannei din „Umbrella”. She Wolf continuă cu înregistrarea „Long Time”, produsă de aceeași The Neptunes. În ciuda acestui aspect, ea se diferențiază de predecesoarea sa prin tema abordată, versurile având un caracter romantic, spre deosebire de cele ale lui „Did It Again”, ce au o tentă erotică. De asemenea, compoziția a fost descrisă ca fiind un hibrid între ritmurile dancehall și cele specifice muzicii latino-pop. Cea de-a patra piesă, „Why Wait”, se construiește pe același stil muzical, respectiv, electronica și prezintă influențe de nu-disco, abordând teme de natură erotică.
„Good Stuff” continuă cu aceleași teme folosite și de „Why Wait”, fiind descris drept un hibrid între muzica latino, cea disco și cea electronică. De asemenea, despre această compoziție s-a afirmat că, asemeni lui „Give It Up to Me”, are potențial de a deveni un șlagăr de crossover, datorită influențelor sale de hip-hop și ritmuri urbane. „Men In This Town” — produs de Shakira în colaborare cu John Hill — face referire la „încercarea de a-l găsi pe bărbatul potrivit dintr-o mare de bărbați nepotriviți”. Cântecul face și o trimitere și la actorul Matt Damon, care s-a declarat „onorat” de faptul că a fost inclus în textul unei compoziții a Shakirei. A șaptea înregistrare de pe album, „Gypsy”, este și cel de-al treilea single lansat la nivel internațional. Piesa reprezintă singura baladă de pe material, diferențiindu-se față de celelalte compoziții de pe disc prin faptul că abordează aceleași elemente folosite de artistă în prima parte a carierei sale. „Spy”, care amintește de înregistrări ale unor artiști precum Bee Gee, Donna Summer sau Michael Jackson, este o colaborare cu interpretul Wyclef Jean, alături de care Shakira a realizat și șlagărul „Hips Don't Lie”. Ultimul cântec în limba engleză prezent pe versiunea internațională a albumului, „Mon Amour”, este considerat a fi similar cu piesele incluse pe materialul Laundry Service, prezentând influențe de muzică rock. De asemenea, a fost descris ca fiind „uimitor, excentric hilar și oarecum înfricoșător”.
Albumul se continuă cu versiunile în limba spaniolă ale cântecelor „Did It Again” („Lo Hecho Está Hecho”), „Why Wait” („Años Luz”) și „She Wolf” („Loba”), toate fiind similare cu variantele în limba engleză. Pe versiunea americană a albumului a fost inclus și un remix al cântecului „Did It Again”, realizat în colaborare cu Kid Cudi. De asemenea, pe compact discurile distribuite în această regiune a fost în plus adăugată și compoziția „Give It Up to Me”, produsă de Timbaland și realizată în colaborare cu Lil Wayne, ce se diferențiază de restul materialului prin sound-ul său preponderent R&B. Ulterior, pe o ediție specială a albumului distribuită în America de Sud a fost inclusă și o versiune în limba spaniolă a șlagărului „Gypsy” („Gitana”).

## Lansare
Inițial, albumul se dorea a fi lansat la nivel mondial în octombrie 2009, prezentând preponderent cântece în limba engleză, după cum confirmase și website-ul oficial al solistei. Aceeași sursă afirmase și faptul că un material în limba spaniolă îi va succeda lui She Wolf în cursul anului 2010. În timpul unui interviu, Shakira a declarat faptul că discul va prezenta și trei cântece în limba spaniolă. În septembrie 2009 au fost date publicității informații conform cărora lansarea albumului în Canada și Statele Unite ale Americii ar fi fost decalată pentru luna noiembrie a aceluiași an. În urma acestui aspect au apărut zvonuri conform cărora acest lucru se datorează performanțelor slabe înregistrate de compoziția „She Wolf” în ierarhiile Billboard, însă casa de discuri a interpretei, Epic Records a dezmințit aceste supoziții. În regiunile din America Latină materialul a fost lansat sub titulatura de Loba.
She Wolf a fost distribuit începând cu data de 9 octombrie 2009, într-o serie de regiuni europene, printre care Austria, Elveția, Germania, Irlanda sau Italia, pentru ca trei zile mai târziu să devină disponibil și pe restul continentului, dar și în Filipine. Albumul a fost lansat și în Australia, Canada și S.U.A. în noiembrie 2009. Comercializarea discului Loba a debutat pe data de 10 octombrie 2009 în Columbia, când a început distribuirea versiunii standard. O ediție specială a albumului a fost lansată în Argentina pe data de 22 martie 2010.

## Promovare
Pentru a promova materialul She Wolf, Shakira va începe un turneu, Tour of Earthly Delights,  care va lua startul pe data de 17 septembrie 2010 în Montville, Connecticut din Statele Unite ale Americii. Seria de concerte a fost anunțată de solistă în cadrul unui interviu acordat postului de radio american Z100, în timpul emisiunii Elvis Duran & The Morning Show. Inițial au fost anunțate doar optsprezece recitaluri în America de Nord și trei spectacole adiționale înaintea turneului propriu zis. Acestea se vor desfășura în Spania (5 iunie 2010), Africa de Sud (10 iunie 2010) și Regatul Unit (26 iunie 2010). Ulterior au fost anunțate o serie de recitaluri și pe continentul european.
De asemenea, înainte de lansarea albumului, artista a susținut o serie de interpretări ale cântecelor promovate de pe album. Astfel, primul extras pe single al materialului, „She Wolf” a fost prezentat în timpul unor emisiuni precum America's Got Talent, Jimmy Kimmel Live, Premiile ALMA sau Saturday Night Live, în ultima dintre acestea prezentând și „Did It Again”. Cel de-al doilea extras pe single, a fost interpretat și în cadrul MTV Europe Music Awards 2009, gală la care solista fusese nominalizată pentru două distincții. Pentru a-și promova cântecul și albumul în Irlanda și Regatul Unit, Shakira a prezentat „Did It Again” în timpul emisiunii The X Factor din data de 15 noiembrie 2009, lucru ce a facilitat ascensiunea sa în clasamente. Referitor la acest aspect, revista Billboard a dat publicității informații conform cărora expunerea Shakirei în această emisiune a ajutat compoziția să înregistreze un salt de 358% al vânzărilor.
Pentru a promova albumul în S.U.A., solista a prezentat cântecul „Give It Up to Me” în timpul emisiunii Late Show with David Letterman, So You Think You Can Dance și în cadrul premiilor American Music Awards. De asemenea, Shakira a interpretat piesa, alături de „She Wolf”, în timpul ceremoniei 2010 NBA All-Star Game, desfășurate pe data de 14 februarie 2010. La același eveniment au susținut recitaluri alături de artistă Alicia Keys și Usher. „Gypsy” — al treilea single internațional — a fost prezentat de solistă în cadrul unor emisiuni precum American Idol sau The Ellen Degeneres Show. Cele două reprezentații au avut drept rezultat o creștere a vânzărilor cântecului cu 313%.

## Discuri single
- Primul extras pe single al materialului a fost compoziția omonimă acestuia, „She Wolf”. Piesa a fost apreciată de critica de specialitate, The Guardian numind-o „cea mai puternică înregistrare a Shakirei de până acum”.[87] Videoclipul introduce o nouă imagine a cântăreței, una mai senzuală, aspect remarcat de diverse publicații, devenind la scurt timp „o senzație pe internet”.[22][88][88] Cântecul a devenit un nou succes comercial pentru solistă, ocupând poziții de top 10 în majoritatea clasamentelor unde a activat și cucerind primul loc într-o serie de regiuni latino-americane.[10] De asemenea, „She Wolf” a beneficiat și de o versiune în limba spaniolă, intitulată „Loba”.[60]
- „Did It Again” — alături de versiunea sa în limba spaniolă, „Lo Hecho Está Hecho” — a fost selectat drept cel de-al doilea single la nivel internațional.[1][11] Asemeni predecesorului său, acesta a fost aclamat de critica de specialitate, PopJustice descriindu-l drept „briliant”,[89] în timp ce videoclipul său a fost la fel de apreciat.[90][91][92][93][94] Înregistrarea a ocupat poziții de top 40 în majoritatea clasamentelor unde a activat, în timp ce varianta sa în limba spaniolă a devenit un șlagăr în regiunile latine.[95]
- „Give It Up to Me” — o colaborare cu interpretul Lil Wayne — a fost lansat ca cel de-al doilea single al albumului în Australia, Canada și Statele Unite ale Americii,[11] în ultimele două câștigând clasări de top 40,[96] primind și un disc de aur în S.U.A., pentru cele peste 500.000 de exemplare vândute.[97] Cântecul nu a fost inclus decât pe unele versiuni ale albumului de proveniență.[61]
- „Gypsy” a fost lansat ca cel de-al treilea single al albumului în Europa, în timp ce versiunea sa în limba spaniolă, „Gitana”, a fost distribuită în regiunile latine.[98] care beneficiază și de o versiune în limba spaniolă.[99] Înregistrarea s-a bucurat de succes într-o serie de regiuni europene, ocupând locul trei în Spania, locul șapte în Germania și a devenit cel mai bine clasat single de pe album în România.[13][100] De asemenea, „Gitana” a devenit cel de-al doisprezecelea cântec al Shakirei ce ocupă prima poziție în Billboard Latin Pop Songs.[101]

## Ordinea pieselor pe disc
| Ediția internațională                          | Ediția internațională                       | Ediția internațională |
| Nr.                                            | Titlu                                       | Durată                |
| ---------------------------------------------- | ------------------------------------------- | --------------------- |
| 01.                                            | „She Wolf”                                  | 3:08                  |
| 02.                                            | „Did It Again”                              | 3:12                  |
| 03.                                            | „Long Time”                                 | 2:56                  |
| 04.                                            | „Why Wait”                                  | 3:41                  |
| 05.                                            | „Good Stuff”                                | 4:17                  |
| 06.                                            | „Men In This Town”                          | 3:34                  |
| 07.                                            | „Gypsy”                                     | 3:18                  |
| 08.                                            | „Spy” (în colaborare cu Wyclef Jean)        | 3:27                  |
| 09.                                            | „Mon Amour”                                 | 4:05                  |
| 10.                                            | „Lo Hecho Está Hecho”                       | 3:12                  |
| 11.                                            | „Años Luz”                                  | 3:41                  |
| 12.                                            | „Loba”                                      | 3:08                  |
| Material bonus distribuit în Mexic și Spania   |                                             |                       |
| 13.                                            | „Loba” (remix „Poncho club remix”)          | 3:50                  |
| Material bonus distribuit în Japonia           |                                             |                       |
| 13.                                            | „She Wolf” (remix de Calvin Harris)         | 4:47                  |
| Material bonus distribuit în Orientul Mijlociu |                                             |                       |
| 13.                                            | „She Wolf” (Said Mrad Club Mix)             | 5:43                  |
| 14.                                            | „She Wolf” (Fahmy and Samba's SphinxMix)    |                       |
| 15.                                            | „She Wolf” (MindLoop Collective Lounge Mix) |                       |
| Ediție specială distribuită în America Latină  |                                             |                       |
| 13.                                            | „Gitana”                                    | 3:27                  |
| 14.                                            | „Lo Hecho Está Hecho” (remix)               | 4:26                  |
| 15.                                            | „Gypsy” (live)                              | 3:29                  |
| 16.                                            | „She Wolf” (Deepclick Night Mix)            | 7:07                  |
| 17.                                            | „Loba” (Depp Mariano Radio Mix)             | 4:34                  |

| Ediția standard britanică                        | Ediția standard britanică            | Ediția standard britanică |
| Nr.                                              | Titlu                                | Durată                    |
| ------------------------------------------------ | ------------------------------------ | ------------------------- |
| 01.                                              | „She Wolf”                           | 3:08                      |
| 02.                                              | „Did It Again”                       | 3:12                      |
| 03.                                              | „Long Time”                          | 2:56                      |
| 04.                                              | „Why Wait”                           | 3:41                      |
| 05.                                              | „Good Stuff”                         | 4:17                      |
| 06.                                              | „Men In This Town”                   | 3:34                      |
| 07.                                              | „Gypsy”                              | 3:18                      |
| 08.                                              | „Spy” (în colaborare cu Wyclef Jean) | 3:27                      |
| 09.                                              | „Mon Amour”                          | 4:05                      |
| 10.                                              | „Loba”                               | 3:08                      |
| Material bonus distribuit în Regatul Unit        |                                      |                           |
| 11.                                              | „She Wolf” (remix de Calvin Harris)  | 4:47                      |
| Ediție specială distribuită în Brazilia și S.U.A |                                      |                           |
| 11.                                              | „Lo Hecho Está Hecho”                | 3:12                      |
| 12.                                              | „Años Luz”                           | 3:41                      |
| 13.                                              | „Give It Up to Me” (cu Lil Wayne)    | 3:04                      |
| 14.                                              | „Did It Again” (cu Kid Cudi)         | 3:47                      |
| 15.                                              | „Gypsy” (live)                       | 3:18                      |
| 16.                                              | „She Wolf” (live)                    | 3:10                      |

Ediții lansate doar în Statele Unite ale Americii
| Ediția americană (în format digital) | Ediția americană (în format digital) | Ediția americană (în format digital) |
| Nr.                                  | Titlu                                | Durată                               |
| ------------------------------------ | ------------------------------------ | ------------------------------------ |
| 01.                                  | „She Wolf”                           | 3:08                                 |
| 02.                                  | „Did It Again” (cu Kid Cudi)         | 3:12                                 |
| 03.                                  | „Long Time”                          | 2:56                                 |
| 04.                                  | „Why Wait”                           | 3:41                                 |
| 05.                                  | „Good Stuff”                         | 4:17                                 |
| 06.                                  | „Men In This Town”                   | 3:34                                 |
| 07.                                  | „Gypsy”                              | 3:18                                 |
| 08.                                  | „Spy” (în colaborare cu Wyclef Jean) | 3:27                                 |
| 09.                                  | „Mon Amour”                          | 4:05                                 |
| 10.                                  | „Loba”                               | 3:08                                 |
| 11.                                  | „Lo Hecho Está Hecho”                | 3:12                                 |
| 12.                                  | „Años Luz”                           | 3:41                                 |
| 13.                                  | „Give It Up to Me” (cu Lil Wayne)    | 3:03                                 |

| Ediție specială distribuită în S.U.A (digital) | Ediție specială distribuită în S.U.A (digital) | Ediție specială distribuită în S.U.A (digital) |
| Nr.                                            | Titlu                                          | Durată                                         |
| ---------------------------------------------- | ---------------------------------------------- | ---------------------------------------------- |
| 14.                                            | „Did It Again”                                 | 3:47                                           |
| 15.                                            | „Gypsy” (live — audio)                         | 3:18                                           |
| 16.                                            | „She Wolf” (live — audio)                      | 3:10                                           |
| 17.                                            | „She Wolf” (videoclip)                         | 3:48                                           |
| 18.                                            | „The Making of She Wolf” (videoclip)           | 16:33                                          |
| 19.                                            | „Gypsy” (live)                                 | 3:28                                           |
| 20.                                            | „Why Wait” (live)                              | 3:24                                           |

## Prezența în clasamente și vânzări
Albumul a debutat pe locul întâi în optsprezece țări, printre care Elveția și Irlanda la doar o săptămână de la lansarea sa în regiunile respective, însă s-a confruntat cu scăderi notabile în săptămânile următoare. Un lucru similar s-a întâmplat și în Germania, unde la doar șapte zile de la debutul pe treapta cu numărul trei, She Wolf a ieșit din top 20, dar și în Regatul Unit, unde a fost înregistrată o coborâre similară (4 — 28). În ciuda acestui aspect, materialul s-a bucurat de succes în America Latină, unde a ocupat locul 1 în țări precum Argentina, Chile, Columbia, Mexic, Peru sau Venezuela, în timp ce în Spania discul maxi „Loba” a debutat pe treapta secundă și a avut o prezență constantă în ierarhia compilată de Promusicae, în mare parte grație succesului celor trei discuri single, „Loba”, „Lo Hecho Está Hecho” și „Gitana”. La mai puțin de o lună de la lansare, albumul s-a comercializat în peste 600.000 de exemplare, în ciuda faptului că nu a fost disponibil în țări precum Australia, Canada, Noua Zeelandă sau S.U.A..
She Wolf a fost lansat în Canada și Statele Unite ale Americii în cea de-a doua jumătate a lunii noiembrie 2010, în aceeași săptămână fiind distribuite lanțurilor de magazine și alte albume importante, printre care For Your Entertainment (Adam Lambert), The Fame Monster (Lady GaGa) sau Rated R (Rihanna). Materialul a debutat pe locul cincisprezece în Billboard 200 și pe treapta cu numărul opt în ierarhia albumelor digitale. Discul s-a comercializat în aproximativ 89.000 de exemplare în prima săptămână pe teritoriul Statelor Unite ale Americii, vânzările totale în această regiune ridicându-se la peste 303.000 de unități. She Wolf s-a comercializat în peste 1,5 milioane de exemplare în mai puțin de două luni, ocupând poziții de top 10 într-o serie de ierarhii europene, lipsind însă complet din listele întocmite în Oceania.

## Clasamente
| Țară (clasament)                     | Poziția maximă | Referință |
| ------------------------------------ | -------------- | --------- |
| Argentina (CAPIF)                    | 1              | [ 115 ]   |
| Austria (Ö3 Austria Top 40)          | 4              | [ 121 ]   |
| Belgia — Flandra (Ultratop)          | 12             | [ 121 ]   |
| Belgia — Valonia (Ultratop)          | 11             | [ 121 ]   |
| Canada (Jam! Canoe)                  | 18             | [ 118 ]   |
| Chile (IFPI)                         | 1              | [ 18 ]    |
| Columbia (IFPI)                      | 1              | [ 18 ]    |
| Danemarca (IFPI)                     | 31             | [ 121 ]   |
| Elveția (Media Control)              | 1              | [ 121 ]   |
| Europa (Billboard — European Albums) | 2              | [ 122 ]   |
| Finlanda (YLE)                       | 21             | [ 121 ]   |
| Franța (SNEP)                        | 7              | [ 121 ]   |
| Germania (Media Control)             | 3              | [ 17 ]    |
| Grecia (IFPI)                        | 22             | [ 121 ]   |
| Irlanda (IRMA)                       | 1              | [ 17 ]    |

| Țară (clasament)                     | Poziția maximă | Referință       |
| ------------------------------------ | -------------- | --------------- |
| Italia (FIMI)                        | 3              | [ 121 ]         |
| Japonia (Oricon)                     | 26             | [ 123 ]         |
| Mexic (AMPROFON)                     | 1              | [ 116 ]         |
| Norvegia (VG-Lista)                  | 24             | [ 121 ]         |
| Olanda (Mega Charts)                 | 5              | [ 121 ]         |
| Peru (IFPI)                          | 1              | [ 18 ]          |
| Portugalia (IFPI)                    | 14             | [ 121 ]         |
| Spania (Promusicae)                  | 2              | [ 116 ]         |
| Suedia (Sverigetopplistan)           | 23             | [ 121 ]         |
| Regatul Unit (OCC — UK Albums Chart) | 4              | [ 124 ]         |
| S.U.A. (Billboard 200)               | 15             | [ 119 ]         |
| S.U.A. (Billboard Digital Albums)    | 8              | [ 118 ]         |
| Ungaria (MAHASZ)                     | 23             | [ 125 ]         |
| United World Chart (Media Traffic)   | 9              | [ 126 ] [ 127 ] |
| Venezuela (APFV)                     | 1              | [ 18 ]          |

## Personal
Datele sunt preluate de pe Allmusic.
- Mert Alas - copertă
- Michael Brauer - mixaj
- Lukas Burton - producător
- Miguel Bustamante - asistent de mixaj
- Gustavo Celis - inginer de sunet
- Olgui Chirino - aranjament vocal, voce (fundal)
- Pamela Quinlan - aranjament Vocal, voce (fundal)
- Dave Clauss - inginer
- Andrew Coleman - aranjamente, editare digitală, inginer
- I. Dench - compozitor
- J. Drexler - compozitor, textier
- Jerry Duplessis - producător
- S. Endicott - compozitor
- Future Cut - producător
- A. Ghost - compozitor
- Amanda Ghost - producător
- Ryan Gilligan - asistent mixaj
- Hart Gunther - inginer de sunet asistent
- Will Hensley - asistent mixaj
- Mario Inchausti - aranjament vocal
- Wyclef Jean - compozitor, producător, voce (fundal)
- Alladin El Kashef - sunetist
- Jaume Laiguana - artă, design
- Michael Larson - sunetist asistent
- Alex Leader - sunetist
- Stephen Marcussen - mastering
- PJ McGinnis - sunetist asistent
- Vlado Meller - mastering
- A. Menendez - compozitor
- Miami Symphonic Strings - acompaniament
- Walter Murphy - acompaniament
- The Neptunes - producător
- Jessica Nolan - supervizor proiect
- Dave Pensado - sunetist
- Marcus Piggott - fotograf
- Ed Rack - sunetist
- Hossam Ramzy - aranjamente percuții și coarde
- Andros Rodriguez - editare digitală, inginer de sunet și vocal
- Christina Rodriguez - artă, design
- E. Rogers - compozitor
- Jon Secada - aranjamente
- Shakira - artă, versuri, proiectare, acompaniament percuție, producator, aranjamente coarde, solistă
- Serge Tsai - sunetist
- Sergio „Sergical” Tsai - sunetist
- Joe Vilicic - sunetist
- William Villane - sunetist
- Lawson Wite- aranjamente coarde
- Ed Williams - sunetist
- P. Williams - compozitor
- Andrew Wuepper - sunetist

## Certificări
| Țara                 | Vânzări | Certificare | Referințe |
| -------------------- | ------- | ----------- | --------- |
| Argentina (CAPIF)    | +20.000 |             | [ 129 ]   |
| Chile (IFPI)         | +7.500  |             | [ 130 ]   |
| Columbia (IFPI)      | +40.000 |             | [ 130 ]   |
| Elveția (IFPI)       | +15.000 |             | [ 131 ]   |
| Franța (SNEP)        | +50.000 |             | [ 132 ]   |
| GCC (IFPI GCC)       | +6.000  |             | [ 133 ]   |
| Grecia (IFPI Grecia) | +6.000  |             | [ 134 ]   |
| Irlanda (IRMA)       | +7.500  |             | [ 135 ]   |

| Țara                | Vânzări  | Certificare | Referințe |
| ------------------- | -------- | ----------- | --------- |
| Mexic (AMPROFON)    | +120.000 |             | [ 136 ]   |
| Polonia (ZPAV)      | +10.000  |             | [ 137 ]   |
| Rusia (NFPF)        | +10.000  |             | [ 138 ]   |
| Spania (Promusicae) | +60.000  |             | [ 139 ]   |
| S.U.A. (RIAA)       | +303.000 | —           | [ 120 ]   |
| Taiwan (IFPI)       | +42.000  |             | [ 140 ]   |
| Ungaria (MAHASZ)    | +7.500   |             | [ 141 ]   |
| Venezuela (APFV)    | +5.000   |             | [ 130 ]   |

Note
- „GCC” (Gulf Cooperation Council) acoperă teritoriile Arabia Saudită, Bahrain, Emiratele Arabe Unite, Kuwait, Oman, Qatar.
- reprezintă „disc de aur”;
- reprezintă „disc de platină”;
- reprezintă „dublu disc de platină”;
- reprezintă „triplu disc de platină”;

## Datele lansărilor
She Wolf
| Țară          | Data              | Format                        | Casă de discuri          | Catalog      | Note            |
| ------------- | ----------------- | ----------------------------- | ------------------------ | ------------ | --------------- |
| Austria       | 9 octombrie 2009  | Ediție standard (CD, digital) | Sony Music Entertainment | 88697595872  | [ 2 ]           |
| Belgia        | 9 octombrie 2009  | Ediție standard (CD, digital) | Sony Music Entertainment | 88697595872  | [ 2 ]           |
| Elveția       | 9 octombrie 2009  | Ediție standard (CD, digital) | Sony Music Entertainment | 88697381882  | [ 65 ]          |
| Germania      | 9 octombrie 2009  | Ediție standard (CD, digital) | Sony Music Entertainment | 88697381882  | [ 60 ]          |
| Italia        | 9 octombrie 2009  | Ediție standard (CD, digital) | Sony Music Entertainment | 88697595872  | [ 2 ]           |
| Irlanda       | 9 octombrie 2009  | Ediție standard (CD, digital) | Sony Music Entertainment | 88697591412  | [ 2 ] [ 66 ]    |
| Olanda        | 9 octombrie 2009  | Ediție standard (CD, digital) | Sony Music Entertainment | 88697381882  | [ 2 ]           |
| Noua Zeelandă | 9 octombrie 2009  | Ediție standard (CD, digital) | Sony Music Entertainment | 88697595872  | [ 142 ]         |
| Franța        | 12 octombrie 2009 | Ediție standard (CD, digital) | Jive Epic, Sony Music    | 88697381882  | [ 143 ]         |
| Regatul Unit  | 12 octombrie 2009 | Ediție standard (CD, digital) | RCA Records              | 88697591412  | [ 144 ] [ 145 ] |
| Danemarca     | 12 octombrie 2009 | Ediție standard (CD, digital) | Sony Music Entertainment | 88697381882  | [ 146 ]         |
| Finlanda      | 12 octombrie 2009 | Ediție standard (CD, digital) | Sony Music Entertainment | 88697381882  | [ 147 ]         |
| Grecia        | 12 octombrie 2009 | Ediție standard (CD, digital) | Sony Music Entertainment | 88697381882  | [ 148 ]         |
| Filipine      | 12 octombrie 2009 | Ediție standard (CD, digital) | Sony Music Entertainment | 88697381882  | [ 67 ]          |
| Suedia        | 12 octombrie 2009 | Ediție standard (CD, digital) | Sony Music Entertainment | 88697381882  | [ 149 ]         |
| Norvegia      | 12 octombrie 2009 | Ediție standard (CD, digital) | Sony Music Entertainment | 88697381882  | [ 2 ]           |
| Japonia       | 14 octombrie 2009 | Ediție standard (CD, digital) | Sony Music Japan         | EICP1273     | [ 102 ]         |
| Brazilia      | 15 octombrie 2009 | Ediție standard (CD, digital) | Sony Music Entertainment | 886973818824 | [ 105 ]         |
| Turcia        | 22 octombrie 2009 | Ediție standard (CD, digital) | Sony Music Entertainment | 88697381882  | [ 150 ]         |
| Australia     | 6 noiembrie 2009  | Ediție standard (CD, digital) | Sony Music Entertainment | 886975914128 | [ 151 ]         |
| Canada        | 23 noiembrie 2009 | Ediție standard (CD, digital) | Sony Music Entertainment | 88697381882  | [ 152 ] [ 153 ] |
| S.U.A.        | 23 noiembrie 2009 | Ediție specială (CD, digital) | Epic Records             | 886976169527 | [ 6 ] [ 61 ]    |

Loba
| Țară       | Dată              | Format                        | Casă de discuri          | Catalog      | Note    |
| ---------- | ----------------- | ----------------------------- | ------------------------ | ------------ | ------- |
| Columbia   | 10 octombrie 2009 | Ediție standard (CD, digital) | Sony Music Entertainment | 886975991228 | [ 7 ]   |
| Mexic      | 12 octombrie 2009 | Ediție standard (CD, digital) | Sony Music Entertainment | 88697599122  | [ 154 ] |
| Portugalia | 12 octombrie 2009 | Ediție standard (CD, digital) | Sony Music Entertainment | 88697599122  | [ 2 ]   |
| Spania     | 13 octombrie 2009 | Ediție standard (CD, digital) | Sony Music Entertainment | 88697599122  | [ 2 ]   |
| Argentina  | 22 martie 2010    | Ediție specială (CD, digital) | Sony Music Entertainment | 886976753528 | [ 62 ]  |
| Mexic      | 22 martie 2010    | Ediție specială (CD, digital) | Sony Music Entertainment | 886976753528 | [ 155 ] |